# Коритниця (Кршко)
Коритниця (словен. Koritnica) — поселення в общині Кршко, Споднєпосавський регіон, Словенія. Висота над рівнем моря: 314 м.